# Reserva de la biosfera Sierra de Manantlán

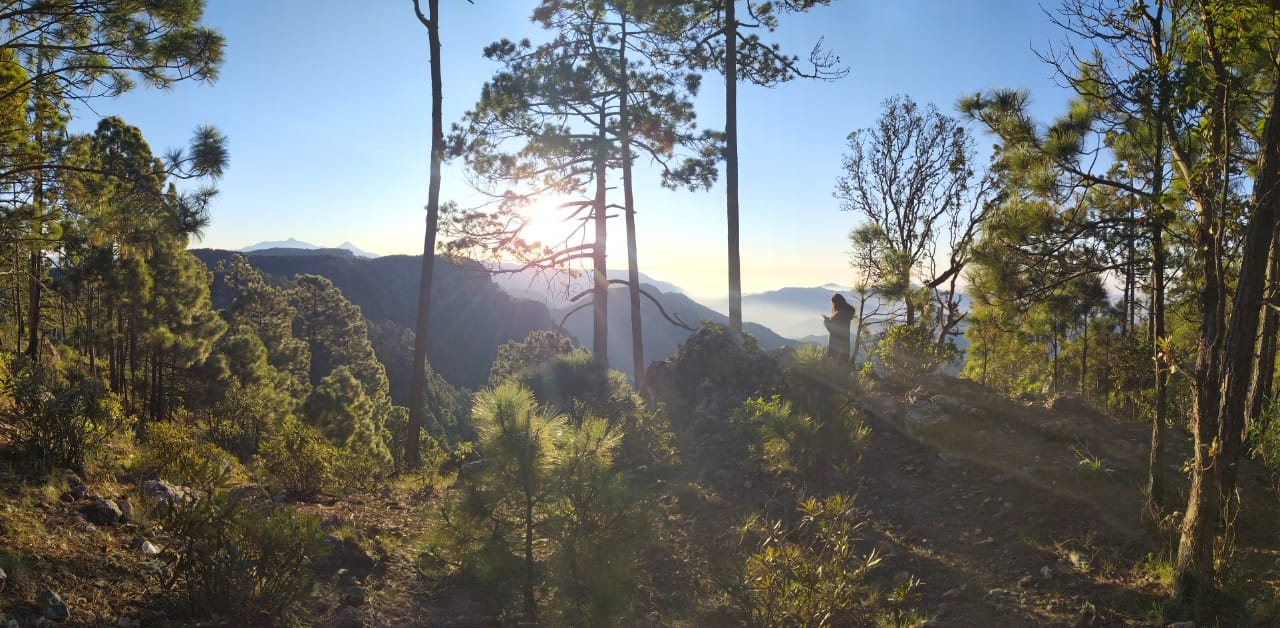
Parte alta de la Reserva de la Biósfera "Sierra de Manantlán" - Capillas

La Reserva de la Biosfera Sierra de Manantlán es un área natural declarada reserva de la biosfera en 1988 por la UNESCO, ubicada dentro los estados  de Jalisco y de Colima, en el occidente de México. Cuenta con una superficie de 139,577 hectáreas, donde se han registrado más de 2,700 especies de plantas en nueve tipos de vegetación, y más de 560 especies de vertebrados.
El objetivo principal desde su creación ha sido la conservación de recursos biológicos y de manera adjunta, promover el uso de recursos naturales de forma sostenible. De forma continua ha contribuido a mantener los diferentes procesos ecológicos para el funcionamiento de los ecosistemas. A través de dichos esfuerzos ha favorecido la recuperación, rehabilitación y restauración de áreas degradas por el  uso inadecuado de labores de manejo.
Tipos de vegetación
- Bosque de Coníferas

- Bosque de Encino

- Bosque Mesófilo de Montaña

- Selva Caducifolia
- Selva Subcaducifolia
- Vegetación inducida

## Geografía
Se encuentra en los municipios de Autlán, Casimiro Castillo, Cuautitlán, Tolimán y Tuxcacuesco de Jalisco; y Comala y Minatitlán, en Colima, en las coordenadas 103°45'- 104°30' oeste y 19°25'- 19°45' norte.
Su altitud varía desde los 400 a 2860 metros sobre el nivel del mar y se ubica a 50 kilómetros del Océano Pacífico, creando variadas condiciones ambientales con una alta diversidad de hábitats y especies. Manantlán significa “lugar de manantiales”.
La Sierra de Manantlán es parte del Eje Neovolcánico Transversal y la Sierra Madre Occidental. Está dividida en dos unidades fisiográficas: la porción occidental que presenta las mayores altitudes y al mismo tiempo las más bajas. La zona presenta un relieve bastante complejo y accidentado. Grandes cauces con pendientes muy inclinadas y acantilados.
En la parte superior, en la porción oriental presenta lomeríos y planicies de origen calcáreo. Incluye mesetas en las partes más altas con un gran desarrollo kárstico, dolinas y un sistema de cavernas que incluye una de las 5 más profundas de todo el continente Americano.

### Superficie total
139,577F

## Especies dentro de la biosfera
Algunas plantas endémicas del occidente de México presentes en Manantlán son: el agave (Agave colimana), el madroño (Arbutus occidentalis) y el llorasangre (Croton wilburi); una especie de maíz primitivo (Zea diploperennis), conocido localmente como milpilla o chapule, que por sus características únicas constituye una promesa para la alimentación del futuro. Se encuentran algunos géneros considerados como pancrónicos, entre ellos: Podocarpus, Zamia, Cyathea, Talauma y Magnolia.

## Flora y Fauna
De acuerdo al Sistema Nacional de Información sobre Biodiversidad de la Comisión Nacional para el Conocimiento y Uso de la Biodiversidad (CONABIO) en la Reserva de la Biosfera Sierra de Manantlán habitan más de 4,285 especies de plantas y animales de las cuales 185 se encuentra dentro de alguna categoría de riesgo de la Norma Oficial Mexicana NOM-059  y 93 son exóticas,

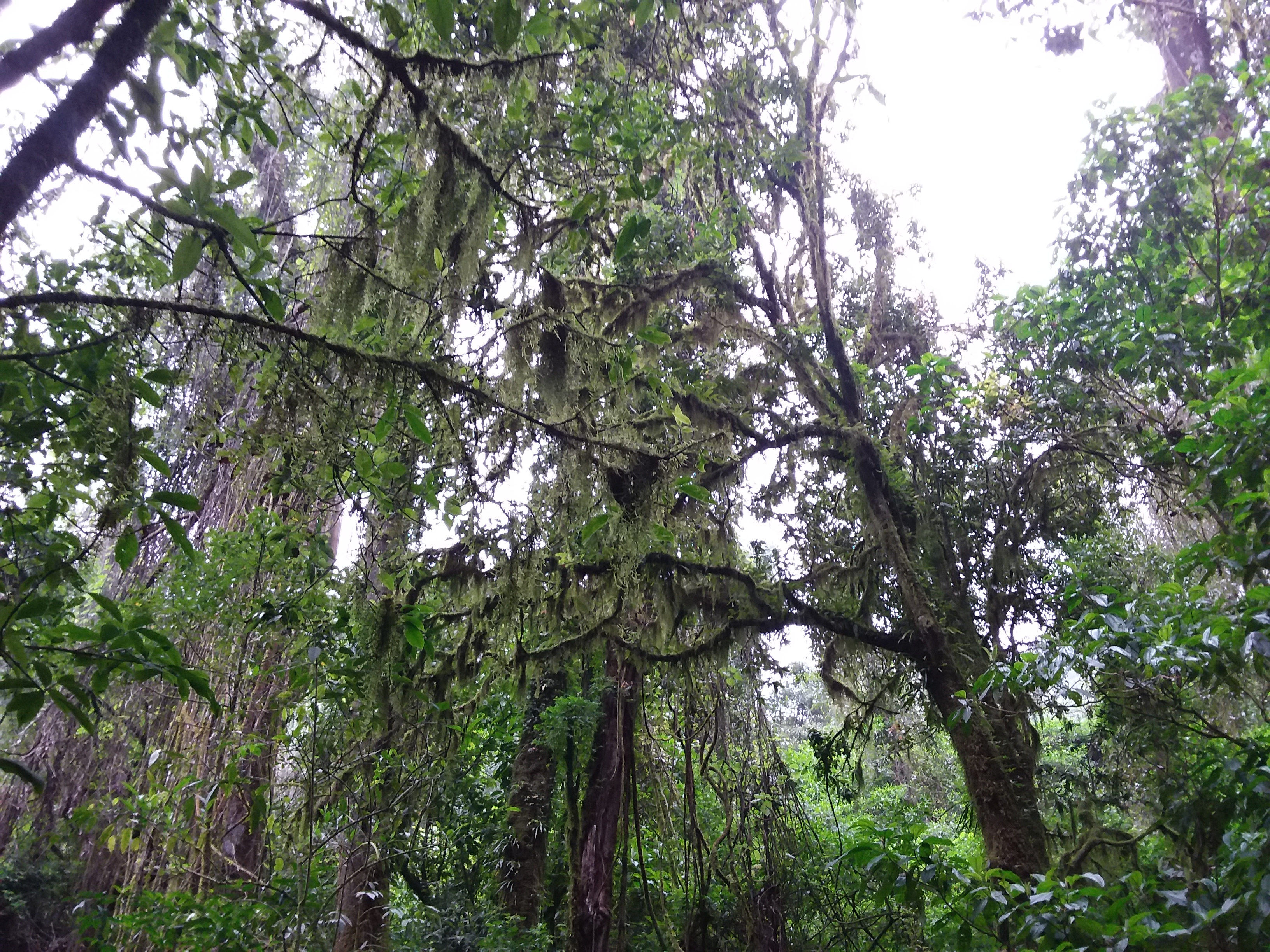

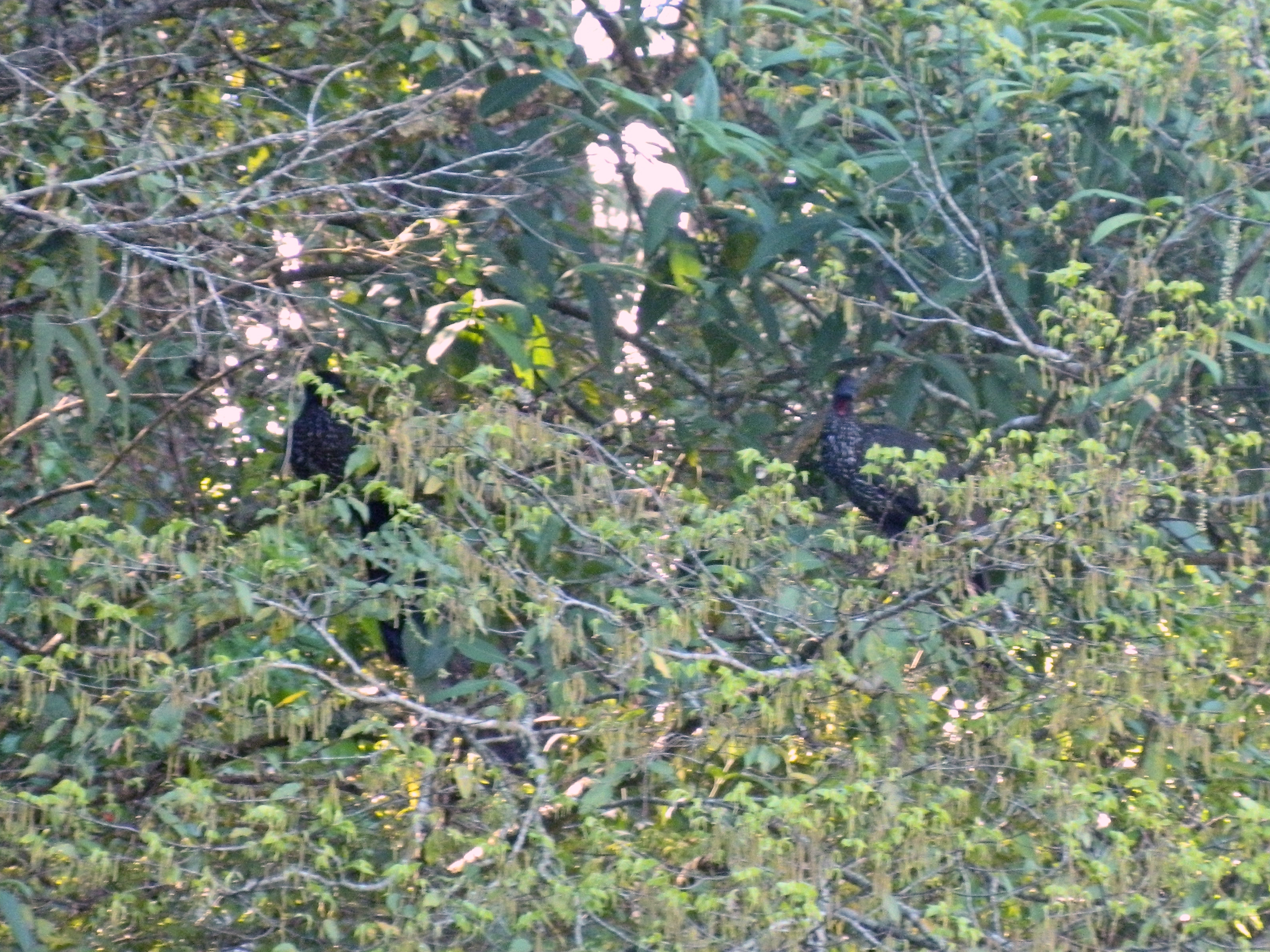

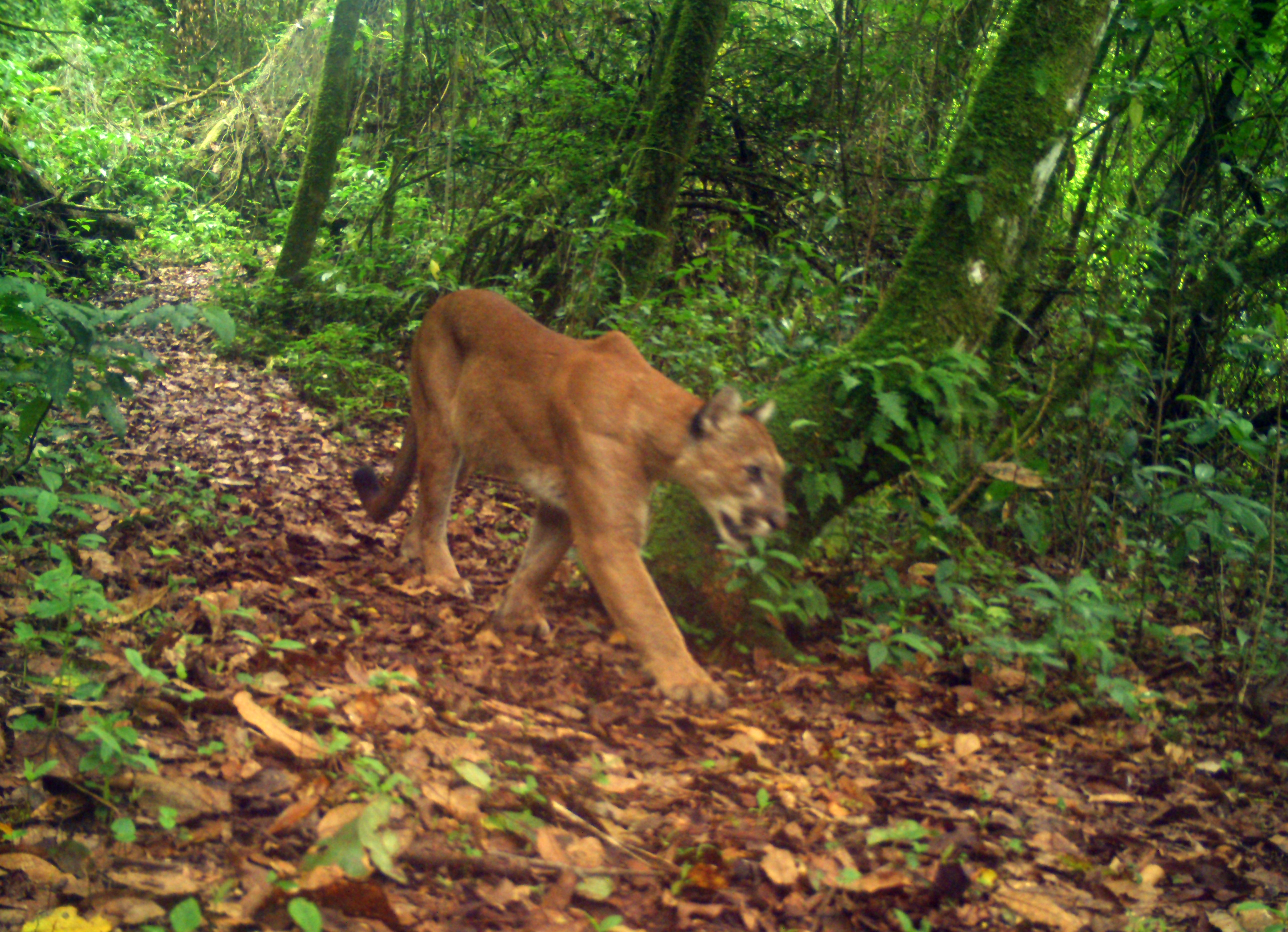
puma en bosque de niebla, sierra de manantlan

| Nombre          | Nombre cientifico         |
| Palmillo        | Podocarpus matudae        |
| Lamo            | Populus guzmanantlensis   |
| Cordobancillo   | Rondeletia manantlenensis |
| Palmiche        | Zamia loddigesii          |
| Arce azucarero  | Acer skutchii             |
| Palo amargo     | Picrasma mexicana         |
| Tapura mexicana | Tapura mexicana           |
| Pino            | Pinus spp                 |
| Quercus spp     | Quercus spp               |

| Nombre                | Nombre científico  |
| --------------------- | ------------------ |
| Nutria de río         | Lontra longicaudis |
| Tigirllo, margay      | Leopardus wiedii   |
| Jaguarundi, leoncillo | Puma yagouaroundi  |
| Ocelote               | Leopardus pardalis |
| Puma                  | Puma concolor      |
| Lince                 | Lynx rufus         |
| Jaguar                | Panthera onca      |
| Guacamaya verde       | Ara militaris      |
| Loro corona lila      | Amazona finschii   |
| águila real           | Aquila chrysaetos  |

### Especies amenazadas
Se reconocen 214 especies de plantas con status de amenazadas. Entre éstas sobresalen: maple (Acer skutchii), tilia (Tilia mexicana), cucharo (Symplocos sousae), Mammillaria beneckei, álamo (Populus guzmanantlensis), milpilla (Zea diploperennis) y las orquídeas Epidendrum parkinsoniaum y Brassavola cucullata.

### Especies raras
Mammillaria beneckei, milpilla (Zea diploperennis), abeto (Abies religiosa var. emarginata) y Zea mays ssp. parviglumis.

## Especies endémicas
| Nombre                             | Nombre científico                       | Nombre                         | Nombre científico            | Nombre                                                    | Nombre científico          |
| ---------------------------------- | --------------------------------------- | ------------------------------ | ---------------------------- | --------------------------------------------------------- | -------------------------- |
| Abeto                              | Abies religiosa                         | Asterácea                      | Acourtia rigida              | Rana Cara de Niño                                         | galychnis dacnicolor       |
| Agave                              | Agave colimana                          | Gramínea Agrotis               | Agrostis novogaliciana       | Zacatonero Pecho Negro                                    | Peucaea humeralis          |
| Cebollín                           | Allium glandulosum                      | Colibrí berilo                 | Amazilia berillyna           | Loro Corona Lila                                          | Loro Corona Lila           |
| Madroño                            | Arbutus occidentalis                    | Hierba de la Víbora            | Aristolochia luzmariana      | Rascador cejas verdes                                     | Arremon virenticeps        |
| Araxi                              | Asclepias mcvaughii                     | Huico Moteado Gigante          | Aspidoscelis communis        | Rascador gorra canela                                     | Atlapetes pileatus         |
| Zumbador Mexicano                  | Atthis heloisa                          | Graminea                       | Axonopus rosei               | Escobilla                                                 | Baccharis multiflora       |
| Lagarto Alicante del Popocatépetl  | Barisia imbricata                       | Orquídea Barkeria palmeri      | Barkeria palmeri             | Jara blanca                                               | Brickellia magnifica       |
| Orégano                            | Brickellia secundiflora                 | Rascador cejas verdes          | Arremon vrenticeps           | Tepozán Cimarrón                                          | Buddleja parviflora        |
| Sapo Pinero                        | incilius occidentalis                   | Huachacote                     | Bunchosia mcvaughii          | Bursera                                                   | Bursera macvaughiana       |
| Casique Mexicano                   | Cassiculus melanicterus                 | Calateas                       | Calathea soconuscum          | Urraca cara negra                                         | Calocitta colliei          |
| Calocitta colliei                  | Campylorhynchus gularis                 | Matraca Barrada                | Campylorhynchus megalopterus | Chipe Rojo                                                | Cardellina rubra           |
| Pasto de zonas pantanosas          | Carex marianensis                       | Maleza                         | Maleza                       | Pinceles de indio                                         | Castilleja mcvaughii       |
| Zorzal Mexicano                    | Catharus occidentalis                   | Helecho labiado                | Cheilanthes pellaeopsis      | Esmeralda Occidental                                      | Chlorostilbon auriceps     |
| Huico Llanero                      | Aspidoscelis costata                    | Cuiji de Muchas Líneas         | Aspidoscelis lineattissima   | La-Jec-Ca                                                 | Cnidoscolus autlanensis    |
| Carpintero Corona Gris             | Colaptes auricularis                    | Yaga-yana                      | Comarostaphylis discolor     | Culebra Mexicana Dos Líneas, Culebra Terrestre Dos Líneas | Conopsis biserialis        |
| Culebra Terrestre Narigona         | Culebra Terrestre Narigona              | Bise'Ebeero                    | Cosmos intercedens           | Tuza de colima                                            | Cratogeomys fumosus        |
| Tuza Humeada                       | Cratogeomys gymnurus)                   | Rana Ladradora de Smith        | Craugastor hobartsmithi      | Rana Ladradora Costeña                                    | Craugastor occidentalis    |
| Rana Ladrona Sonora                | Craugastor vocalis                      | Ahuitule                       | Critoniopsis uniflora        | Víbora Cascabel de Saye                                   | Crotalus basiliscus        |
| Vara Blanca                        | Croton wilburi                          | Musaraña                       | Cryptotis alticola           | Iguana Espinosa Mexicana                                  | Ctenosaura pectinata       |
| Cuitlauzina Perfumada              | Cuitlauzina pendula                     | Pega hormiga                   | Cuphea lobophora             | Cecropia                                                  | Coussapoa purpusii         |
| Chara de San Blas                  | Cyanocorax sanblasianus                 | Cyperacea                      | Cyperus michoacanensis       | Papamoscas Mexicano                                       | Deltarhynchus flammulatus  |
| Codorniz Coluda Transvolcánica     | Dendrortyx macroura                     | Maunak'Le                      | Desmodium occidentale        | Kintah                                                    | Desmodium skinneri         |
| Ticktrefoils                       | Desmodium urarioides                    | Hierba de Cangrejo             | Digitaria paniculata         | Lili                                                      | Echeandia occidentalis     |
| Helecho lengua de venado           | Elaphoglossum manantlanense             | Trompillo                      | Encyclia adenocaula          | Orquídea Epidendrum neogaliciense                         | Epidendrum neogaliciense   |
| Cardellina rubra                   | Ergaticus ruber                         | Al-Tu-Cut-Dzi-Ki-Juala         | Eryngium jaliscense          | Salamanquesa                                              | Plestiodon brevirostris    |
| Eslizón Pigmeo del Sur             | Eumeces parvulus                        | Copalillo                      | Eupatorium ceriferum         | Crucetillo                                                | Eupatorium leptodictyon    |
| Cigarrillo                         | Euphorbia schlechtendalii var. pacifica | Quetzal Orejón                 | Euptilotis neoxenus          | Rana de Árbol Esmeralda                                   | Exerodonta smaragdina      |
| Kidneywoods                        | Eysenhardtia platycarpa                 | Limiscui                       | Ficus petiolaris             | Periquito Catarino                                        | Forpus cyanopygius         |
| Nanche                             | Gaudichaudia subverticillata            | Flor de Güegüeche              | Gentiana spathacea           | Culebra Minera de Chihuahua                               | Geophis dugesii            |
| Minadora de la Sierra de Coalcoman | Geophis nigrocinctus                    | Tecolote Colimense             | Glaucidium palmarum          | Granatelo Mexicano                                        | Granatellus venustus       |
| Crasulacea                         | Graptopetalum fruticosum                | Gentianacea                    | Halenia crumiana             | Cardón                                                    | Hechtia jaliscana          |
| Acanthaceae                        | Henrya tuberculosperma                  | Rata Cambalachera de Allen     | Hodomys alleni               | Licopodio                                                 | Huperzia cuernavacensis    |
| Rana de Árbol de Pliegue Mexicana  | Plectrohyla bistincta                   | Rana de Árbol Esmeralda        | Exerodonta smaragdina        | Lirio Araña                                               | Hymenocallis azteciana     |
| Sapo Jaspeado, Sapo Marmoleado     | Incilius marmoreus                      | Sapo Sinaloense                | Incilius mazatlanensis       | Jaliscoa                                                  | Jaliscoa palleacea         |
| Diana Trapeador                    | Jatropha bartletti                      | Flor de Muerto                 | Laelia autumnalis            | Trepatroncos Mexicano                                     | Lepidocolaptes leucogaster |
| Poace                              | Leptocoryphium villaregalis             | Culebra Ojo de Gato Espléndida | Leptodeira splendida         | Rana Neovolcanica                                         | Lithobates neovolcanicus   |
| Ziix Hax Ano Quiij                 | Lithobates pustulosus                   | Almanegra                      | Magnolia iltisiana           | Orquídea Malaxix rosilloi                                 | Malaxis rosilloi           |
| Orquídea Malaxis tamayoana         | Malaxis tamayoana                       | Cereza                         | Malpighia wilburiorum        | Culebra Cabeza Surcada                                    | Manolepis putnami          |
| Pirul                              | Marina grammadenia                      | Chicoteadora                   | Coluber mentovarius          | Musaraña Desértica Sureña                                 | Megasorex gigas            |
| Carpintero Enmascarado             | Melanerpes chrysogenys                  | Mulato Azul                    | Melanotis caerulescens       | Rascador Nuca Canela                                      | Melozone kieneri           |
| Momoto corona canela               | Momotus mexicanus                       | Zacatón, Soromuta              | Muhlenbergia macroura        | Zacate de Escobillas                                      | Muhlenbergia robusta       |
| Pañuelo                            | Norops nebulosus                        | Tapacamino Prío                | Nyctiphrynus mcleodii        | Orquidea                                                  | Oncidium tigrinum          |